# Marc Lièvremont
Marc Lièvremont (Dakar, 28 de octubre de 1968) es un exjugador y exentrenador francés de rugby nacido en Senegal que se desempeñaba como ala. Fue entrenador de Les Blues de 2007 a 2011 con la que alcanzó el subcampeonato del Mundo en Nueva Zelanda 2011.

## Biografía
Lièvremont tien dos hermanos que todavía juegan al rugby, Thomas (que también ha sido internacional y que jugó junto a él en la Copa del Mundo de 1999) y Mathieu.
En el 2009 Marc Lièvremont se convierte en el nuevo patrocinador de la Fundación movimiento de aldeas infantiles junto con Jean Dujardin.

### Participaciones en Copas del Mundo
Lièvremont jugó su único mundial en Gales 1999, donde Les Blues ganaron su grupo con victorias ante Canadá 33-20, Namibia 47-13 y Fiyi 28-19. En Cuartos de final enfrentaron a Argentina venciendo 47-26, en semifinales derrotaron a los All Blacks 43-31 en uno de los mejores partidos en mundiales que se recuerden y finalmente enfrentaron a los Wallabies por el título, perdiendo 35-12.
| Mundial                       | Sede  | Resultado  | PJ | Tries |
| ----------------------------- | ----- | ---------- | -- | ----- |
| Copa Mundial de Rugby de 1999 | Gales | Subcampeón | 6  | 0     |

## Carrera como entrenador
Tras su retirada como jugador, Lièvremont se convirtió en entrenador del Dax, al que llevó a alcanzar el Top 14 en 2007.

### Selección nacional
Tras la Copa del Mundo de 2007 el presidente de la Federación Francesa de Rugby, Bernard Lapasset decidió nombrar a Lièvremont como sustituto de Bernard Laporte en la dirección de la Selección nacional. Junto con Lièvremont fueron elegidos Émile N'Tamack como entrenador de defensas y Didier Retière como entrenador de delanteros. En 2008 llamó a Gonzalo Quesada para designarlo entrenador de pateadores, el argentino aceptó.
En el momento de su elección como entrenador de la selección nacional, Lièvremont declaró que su intención era construir un equipo con un estilo de juego positivo. En 2010 llevó a Francia a la victoria del Torneo de las Seis Naciones 2010 luego de tres años consiguiendo también el Grand Slam luego de seis años.
En el Mundial de Nueva Zelanda 2011, Les Blues fueron derrotados en primera fase ante los All Blacks y ante Tonga, no obstante ante el posible desastre, Francia logró avanzar de fase siendo la primera nación en conseguirlo con dos derrotas. Se retiró como entrenador luego de esto. En cuartos de final Les Blues vencieron al XV de la Rosa lo que generó confianza y cerró las críticas, en semifinales, en un partido muy parejo Morgan Parra anotó los tres penales que vencieron 9-8 a los Dragones rojos consiguiendo la hazaña: llegar a una final de la Copa del Mundo desde Gales 1999. Ante todo pronóstico Francia demostró ser la potencia que es y planteó el partido más difícil para los All Blacks en el torneo, no obstante ganaron los locales 8-7. Se retiró como entrenador luego del partido.

## Palmarés como entrenador
- Campeón del Torneo de las Seis Naciones 2010 con Grand Slam.